# Brabant (provins)
 For alternative betydninger, se Brabant. (Se også artikler, som begynder med Brabant)
Brabant var tidligere en belgisk provins som eksisterende 1815-1995. Den har siden 1995 været opdelt i: 
- Bruxelles, en føderal region i Belgien
- Vlaams-Brabant, en provins i regionen Flandern
- Brabant Wallon, en provins i regionen Vallonien

## Historie
Efter at Frankrig var blevet besejret i Napoleonskrigene, blev provinsen Brabant i 1815 etableret af det tidligere franske departement Dyle, som bestod af kerneområdet i det tidligere hertugdømme Brabant, som var blevet opløst ved den franske invasion. Mellem 1815 og 1830 var Brabant en provins i det Forenede kongerige Nederlandene, og fra 1830 i Belgien.
1989 etableredes Bruxelles regionen, i begyndelsen var den stadig en del af Brabant. I 1995 blev Brabant delt mellem regionerne Flandern og Vallonien og Bruxelles blev en provinsfri uafhængig region.